# 罗桑贡却尼玛
罗桑贡却尼玛（？—？）藏族，第二世（不计追认）卓仓曼巴仓活佛。

## 生平
阿旺诺尔布圆寂之后，以贡唐仓活佛的弟子罗桑贡却尼玛为其转世，罗桑贡却尼玛遂成为第二世（不计追认）卓仓曼巴仓活佛。罗桑贡却尼玛曾任塔尔寺曼巴扎仓第十五任堪布，故该活佛转世系统被称为“卓仓曼巴仓”。